# جولای اسپیک
جولای اسپیک (نام علمی: Ploceus spekei) نام یک گونه از سرده جولاها است.